# Vetenskapsåret 1721

## Händelser
- Hans Egede blir den första moderne utforskaren av Grönland när han åker dit för att leta efter vikingar.
- Eter började användas som smärtstillande medel.
- George Graham uppfinner kvicksilverpendeln, den första kompensationspendeln, och förbättrar därigenom pendelurets noggrannhet till 1 sekund per dag genom att kompensera för ändringar i pendels längd vid temperaturändringar.
- Inom psykologi utvecklas en förslagslåda hos Yoshimune Tokugawa, åttonde shogun av Japan.

## Födda
- 9 september - Fredrik Henrik af Chapman (död 1808), svensk skeppsbyggare.

## Avlidna
- 11 september - Rudolf Jakob Camerarius (född 1665), tysk botaniker.